# Błyskotek Myersa
Błyskotek Myersa (Poropanchax myersi) – gatunek słodkowodnej ryby z podrodziny Aplocheilichthyinae w obrębie rodziny piękniczkowatych (Poeciliidae).

## Występowanie
Niewielkie dopływy rzeki Kongo w okolicach miast Brazzaville i Kinszasa w Kongu i Demokratycznej Republice Konga.
Zasiedla spokojne, płytkie, zarośnięte oraz kwaśne (pH 5,8–6,5) wodach o temperaturze 21–24 °C.

## Cechy morfologiczne
Dorasta do 2,3 cm długości.